# Babel (album Quo Vadis)
Babel – szósty album długogrający szczecińskiego zespołu metalowego Quo Vadis. Został on wydany 10 września 2007 roku nakładem wytwórni Jimmy Jazz Records znanej wcześniej jako Rock'n'Roller.

## Lista Utworów[1]
| Nr  | Tytuł utworu  | Długość |
| --- | ------------- | ------- |
| 1.  | „21:37”       | 2:10    |
| 2.  | „Judasz”      | 5:00    |
| 3.  | „Dominus”     | 3:29    |
| 4.  | „I'm the Man” | 3:56    |
| 5.  | „Ishrael”     | 5:21    |
| 6.  | „God”         | 2:27    |
| 7.  | „Satine”      | 4:03    |
| 8.  | „Mia”         | 4:04    |
| 9.  | „Pax”         | 4:13    |
| 10. | „Bojownik 2”  | 4:32    |
| 11. | „Babel”       | 3:11    |
| 12. | „Feniks”      | 5:45    |
|     |               | 48:11   |

## Twórcy[2]
- Tomasz „Skaya” Skuza – wokal, bass
- Marcin „Cimas” Szeremeta – gitara
- Mateusz „Matek” Lazar – gitara
- Sebastian „Seba” Górski – perkusja
- Marcin „Baloo” Bal – instrumenty klawiszowe